# 賽歐托縣 (俄亥俄州)
賽歐托县是美国俄亥俄州南部的一個縣，位於俄亥俄河與赛欧托河匯合之處，並隔俄亥俄河與肯塔基州相望，面積1,596平方公里。根據2020年美國人口普查，共有人口74,008人。縣治樸次茅斯（Portsmouth）。該縣成立於1803年3月24日，縣名來自印第安人，是鹿或者獵鹿的意思。